# AMO (museo)
AMO o Arena MuseOpera, è un museo di Verona dedicato all'opera lirica e situato a palazzo Forti.

## Sede
L'Arena MuseOpera è stato inaugurato nel giugno 2012 a Verona, nello spazio espositivo di Palazzo Forti, a poca distanza da piazza delle Erbe. Già sede della galleria d'arte moderna, antica residenza di Ezzelino III da Romano, in seguito divenuto palazzo nobiliare con gli Emilei, nelle sue sale diede ospitalità a Napoleone Bonaparte. Le stanze hanno alti soffiti e un complesso impianto decorativo.

## Descrizione
L'esposizione è incentrata principalmente sul festival lirico areniano, uno dei più importanti a livello internazionale. Sono esposti spartiti, lettere, appunti, schizzi di importanti compositori come Verdi, Bellini, Rossini, Puccini e Donizetti, nonché abiti di scena originali, parti di scenografie, fotografie e bozzetti relativi a scenografia e costumi.

## Percorso espositivo
La mostra si svolge attraverso 7 sezioni suddivise tra 15 sale, mostrando il lavoro di artisti e tecnici teatrali dietro le quinte, che porta alla messa in scena di un'opera.
Le 7 sezioni sono dedicate ognuna ad un particolare aspetto dell'opera lirica, per rendere chiara ed analizzare la struttura di un'opera lirica.

### Il Libretto
La prima sezione è quella dedicata al libretto, la storia da cui parte il processo creativo che porta alla messa in scena di un'opera. Sono esposti i libretti originali di Rigoletto, La traviata, con note manoscritte, Aida, Il trovatore, Turandot e Tosca.

### La Partitura
La sezione successiva è dedicata alla musica d'opera. Qui sono esposte per la prima volta in Italia alcune partiture autografe provenienti dall'Archivio Ricordi. Aida, Rigoletto, Il Trovatore e La Traviata di Giuseppe Verdi, Turandot e Tosca di Giacomo Puccini. Sono testimonianze del processo creativo di grandi compositori sulle quali si possono vedere le annotazioni e i ripensamenti dell'artista al lavoro.

### Bozzetti
La fase successiva nell'allestimento di un'opera è quello della scenografia. In questa sezione sono esposti i disegni preparatori originali di alcuni famosi scenografi. Dall'archivio Ricordi provengono gli originali di Hohenstein per Tosca, quelli di Girolamo Magnani per Aida e di Mario Sala per Rigoletto. Dalla Fondazione Arena provengono invece i bozzetti delle scene disegnate da Ettore Fagiuoli per la prima rappresentazione dell'Aida nell'anfiteatro di Verona.

### La Scenografia
Alcune sale del museo sono state riservate a parti originali di scenografie andate realmente in scena. Nelle sale di Palazzo Forti, drappeggiate di velluti che ricordano gli ambienti di un teatro, trovano posto gli imponenti elementi scenografici dell'Aida di Zeffirelli per la produzione della Fondazione Arena di Verona.

### Le Voci
La quinta sezione è dedicata alle voci dell'opera, con allestimenti multimediali che permettono ai visitatori di ascoltare alcune delle più celebri arie: "Se quel guerrier io fossi!" dall'Aida, "Tu che di gel sei cinta" dalla Turandot, "Di quella pira" Il trovatore, "Libiamo ne' lieti calici" da La traviata.

### I Costumi
Installazioni multimediali con filmati e interviste mostrano al visitatore il lavoro che sta dietro alla realizzazione dei costumi di scena, dal disegno, al taglio, dalla cucitura alla decorazione. Dalla sartoria dell'Arena provengono a rotazione alcuni abiti utilizzati negli spettacoli in cartellone.

### La Rappresentazione
Nell'ultima sala del Museo dell'Opera di Verona è possibile rivedere alcuni spettacoli realizzati nelle passate stagioni del festival dell'Arena di Verona: Aida, La Traviata, Il Trovatore, Nabucco, Rigoletto, Tosca, Turandot e Roméo et Juliette.